# Octavio Egydio
Octávio Egydio, właśc. Octávio Egydio de Oliveira Carvalho (ur. 4 stycznia 1895 w São Paulo, zm. 16 września 1918) – piłkarz brazylijski grający na pozycji środkowego obrońcy.

## Kariera klubowa
Octávio Egydio był zawodnikiem AA das Palmeiras São Paulo. Z AA das Palmeiras Octávio Egydio dwukrotnie zdobył mistrzostwo stanu São Paulo – Campeonato Paulista w 1910 i 1915 roku.

## Kariera reprezentacyjna
W reprezentacji Brazylii zadebiutował 20 września 1914 w towarzyskim meczu z Argentyną w Buenos Aires. Był to pierwszy mecz międzypaństwowy Brazylii w historii oraz jedyny występ Octavio w reprezentacji.